# Harold Faltermeyer
Harold Faltermeyer (München, 5 oktober 1952) is een Duitse filmcomponist en muzikant. Na zijn studies aan de Muziekhogeschool van München was hij onder andere lang actief als componist (van filmmuziek) in de Verenigde Staten.
Wereldwijde bekendheid bereikte hij als componist van Axel F, de titelmelodie van de Beverly Hills Cop-films. Faltermeyer won met Axel F als eerste Duitse muzikant een Grammy Award.
Vanaf 1980 was Harold Faltermeyer verantwoordelijk voor de filmmuziek van een groot aantal films en televisieseries. In de jaren negentig neemt de interesse voor elektronische muziek af en wordt het stiller rondom Harold Faltermeyer.

## Filmografie
- 1984: Didi - Der Doppelgänger
- 1984: Thief of Hearts
- 1984: Beverly Hills Cop
- 1985: Fletch
- 1985: Feuer und Eis (Fire and Ice)
- 1986: Top Gun (met Giorgio Moroder)
- 1987: Beverly Hills Cop II
- 1987: Fatal Beauty
- 1987: The Running Man
- 1989: Fletch Lives
- 1989: Tango & Cash
- 1990: Feuer, Eis & Dynamit (Fire, Ice & Dynamite)
- 1992: Kuffs
- 1994: Asterix in Amerika (Asterix Conquers America)
- 1994: White Magic
- 2010: Cop Out
- 2021: Hopfen, Malz und Blei
- 2022: Top Gun: Maverick (met Lady Gaga en Hans Zimmer)

## Computerspellen
- 1997: Jack Orlando
- 2007: Two Worlds

## Televisieprogramma's
- 1990: Blaues Blut (miniserie) (met Hermann Weindorf en Alfons Weindorf)
- 1992: Sauerkraut (televisieserie)
- 1995: Frankie (televisiefilm)
- 1998: Der Köning von St. Pauli (miniserie)
- 1999: Typisch Ed! (televisiefilm)
- 2010: Gier (Televisieserie, 2 afleveringen)
- 2020: Cine Chalom  (televisieserie, 1 aflevering)

## Hitlijsten

### Albums
| Album met eventuele hitnotering(en) in de Nederlandse Album Top 100 | Datum van verschijnen | Datum van binnenkomst | Hoogste positie | Aantal weken | Opmerkingen                  |
| ------------------------------------------------------------------- | --------------------- | --------------------- | --------------- | ------------ | ---------------------------- |
| Top Gun: Maverick                                                   | 27-05-2022            | 18-06-2022            | 85              | 1            | met Lady Gaga en Hans Zimmer |

| Album met hitnotering(en) in de Vlaamse Ultratop 200 albums | Datum van verschijnen | Datum van binnenkomst | Hoogste positie | Aantal weken | Opmerkingen                  |
| ----------------------------------------------------------- | --------------------- | --------------------- | --------------- | ------------ | ---------------------------- |
| Top Gun: Maverick                                           | 27-05-2022            | 04-06-2022            | 18              | 34           | met Lady Gaga en Hans Zimmer |

### Singles
| Single met eventuele hitnotering(en) in de Nederlandse Top 40 | Datum van verschijnen | Datum van binnenkomst | Hoogste positie | Aantal weken | Opmerkingen             |
| ------------------------------------------------------------- | --------------------- | --------------------- | --------------- | ------------ | ----------------------- |
| Axel F                                                        | 05-12-1984            | 29-06-1985            | 1(2wk)          | 13           | #2 in de Single Top 100 |

| Single met hitnotering(en) in de Vlaamse Ultratop 50 | Datum van verschijnen | Datum van binnenkomst | Hoogste positie | Aantal weken | Opmerkingen |
| ---------------------------------------------------- | --------------------- | --------------------- | --------------- | ------------ | ----------- |
| Axel F                                               | 05-12-1984            | 13-07-1985            | 2               | 13           |             |

### NPO Radio 2 Top 2000
| Nummer met noteringen in de NPO Radio 2 Top 2000 | '99  | '00  | '01  |
| ------------------------------------------------ | ---- | ---- | ---- |
| Axel F                                           | 1762 | 1816 | 1939 |

1. ↑  Een vetgedrukt getal geeft de hoogste notering aan.
2. ↑  Deze tabel is bijgewerkt tot en met de laatste editie (2024).

- Biblioteca Nacional de España: XX1172803
- Bibliothèque nationale de France: cb13940140g (data)
- Gemeinsame Normdatei: 103849696
- International Standard Name Identifier: 0000 0001 1475 360X
- Library of Congress Control Number: n92107589
- MusicBrainz: 3bd08e76-bf53-4b16-82ee-63f95ca5cdae
- Nationale Bibliotheek van Tsjechië: xx0053722
- Nederlandse Thesaurus van Auteursnamen: 071650814
- Système universitaire de documentation: 154439673
- Virtual International Authority File: 76504731
- WorldCat: E39PBJhhppW8tmKGgtD9ChkkXd